# Загадка Торського мосту
«За́гадка То́рського мо́сту» (англ. «The Problem of Thor Bridge») — твір із серії «Архів Шерлока Холмса» Артура Конана Дойла. Уперше опубліковано у Strand Magazine у 1922 році.

## Сюжет
Колишній сенатор «деякої західної країни» Ніл Гібсон звертається до Холмса, щоб він допоміг розслідувати вбивство дружини Марії, і допоміг очистити честь гувернантки її дітей, Грейс Данбер. З'ясовується, що шлюб містера Гібсона був нещасливим, він погано ставився до своєї дружини. Він закохався, коли зустрів її в Бразилії, але пізніше зрозумів, що вони не мають нічого спільного. Він почав приділяти увагу міс Данбер. Оскільки Гібсон не міг одружитися з нею, він намагався всіляко їй догоджати, аби їй сподобатися.

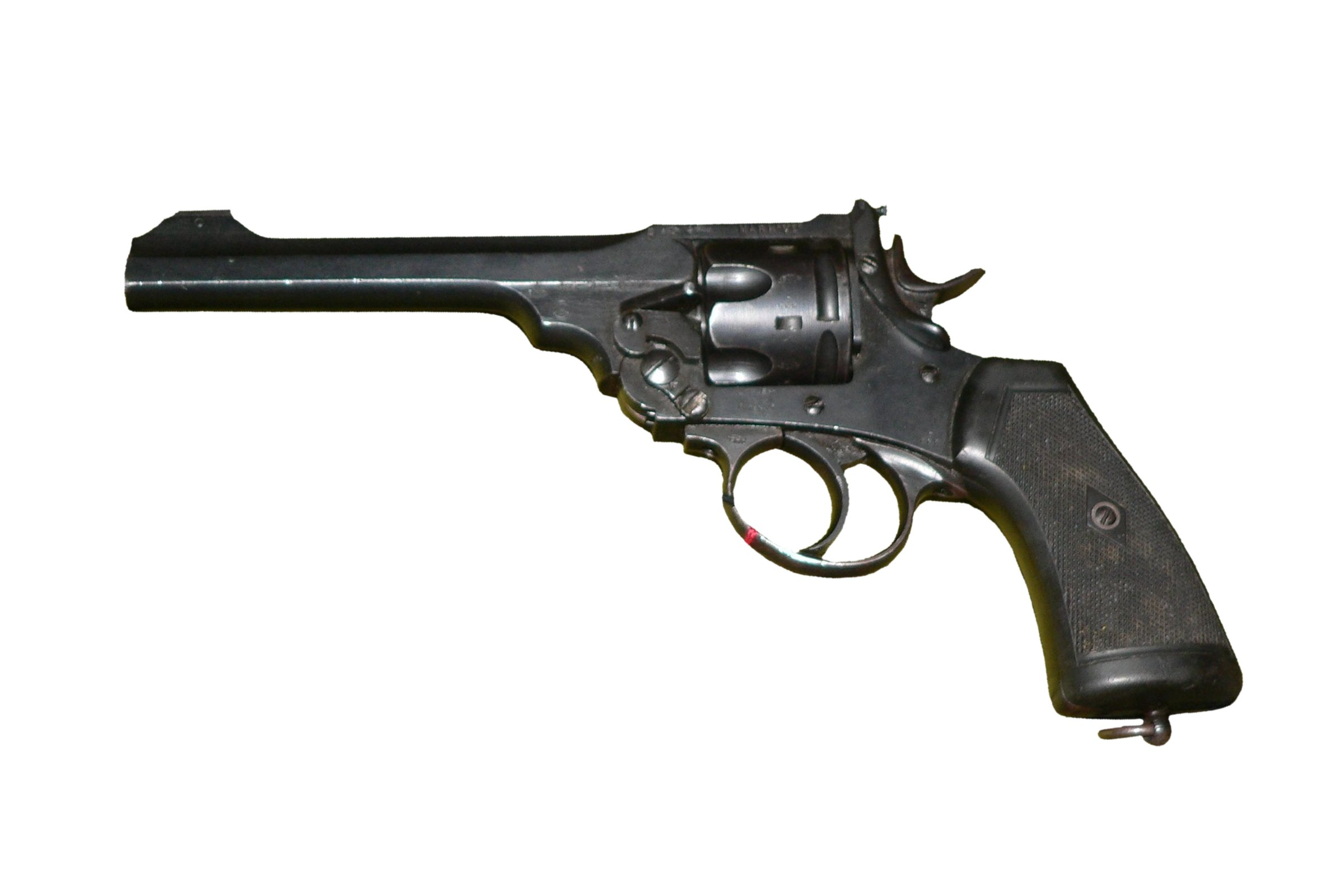
Револьвер, яким, можливо, користувався Вотсон

Марія Гібсон була знайдена у калюжі власної крові на Торському мосту з кулею в голові й запискою в руці від гувернантки, в якій вона домовилась про зустріч у цьому місці. Револьвер, з якого нещодавно стріляли, було знайдено в шафі міс Данбер. Але Холмс все одно береться за розслідування цієї справи, не зважаючи на очевидні докази.
Перше, що дивує детектива, як могла міс Данбер досконально виконати продумане вбивство, а потім так просто кинути револьвер в шафу, зовсім його не заховавши? Що за дивна надщербина на нижній частині балюстради? Чому місіс Гібсон, помираючи, тримала записку міс Данбер? Якщо знаряддям вбивства був один з пари пістолетів, то чому другого немає в колекції містера Гібсона?
Холмс використовує дедуктивний метод для рішення проблеми, він використовує револьвер Вотсона, щоб показати як усе було насправді. Місіс Гібсон, ображена та ревнуюча міс Данбер до свого чоловіка вирішила покінчити з життям і підставити свою суперницю. Вона домовилася про зустріч і попросила міс Данбер написати їй відповідь у записці. Місіс Марі прив'язала револьвер мотузкою до каменя і вистрілила в себе, коли міс Данбер пішла й не могла її чути. Камінь потягнув револьвер через балюстраду в воду, залишивши надщербину. Револьвер, знайдений у міс Данбер, був другим з пари. Місіс Гібсон зробила це заздалегідь, вистріливши один патрон у лісі, і заховавши револьвер до шафи гувернантки. Надщербина була створена ударом пістолета об міст, коли камінь його потягнув за собою. Холмсова демонстрація зробила нову надщербину, яка за розміром схожа на попередню. Шерлок радить поліції добре обшукати дно, адже обидва револьвери повинні бути там.

## Галерея
Художник — Альфред Ґілберт.

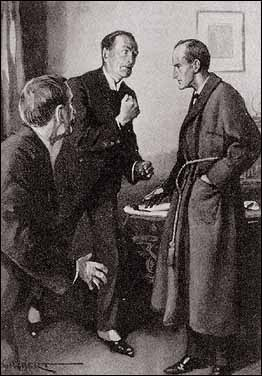
Ніл Гібсон обурюється словам Холмса про його зв'язок з гувернанткою
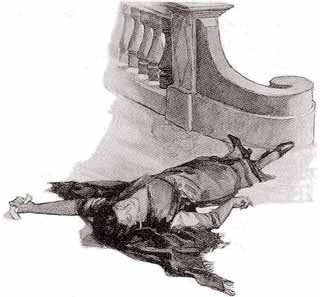
Тіло Марії Гібсон біля мосту
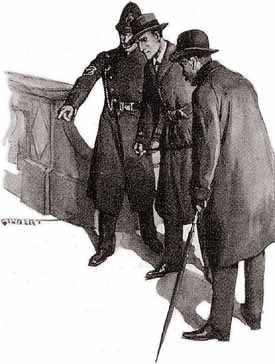
Сержант Ковентрі показує Холмсу і Вотсону де лежало тіло Марії Гібсон
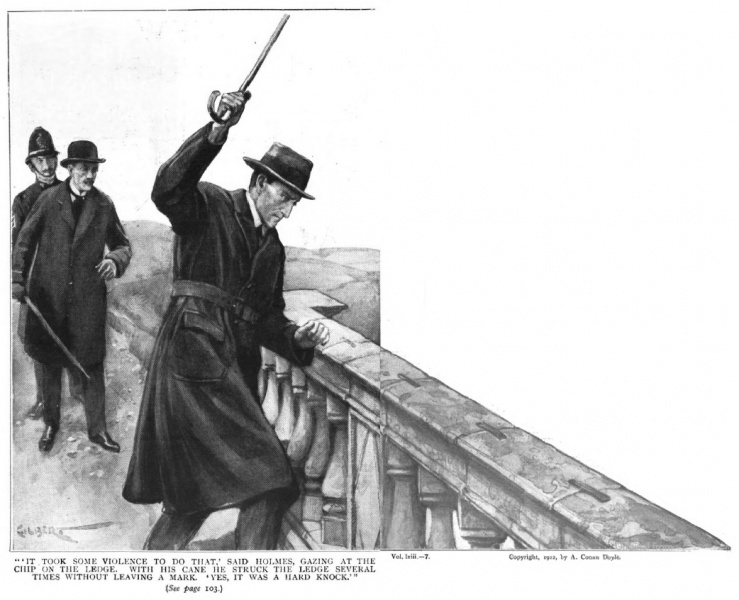
Холмс намагається власним ціпком зробити надщербину на мосту
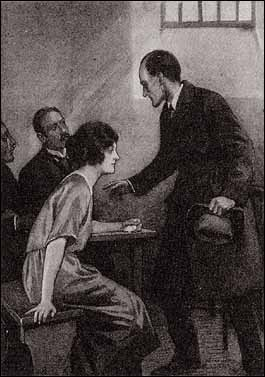
Шерлок Холмс прийшов до гувернантки міс Данбер у в'язницю
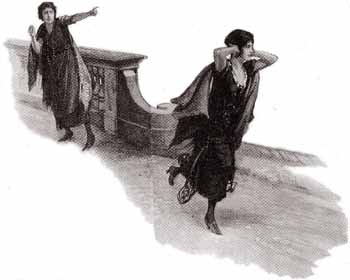
Міс Данбер втікає з мосту після звинувачень Марії Гібсон